# Euthalia javana
Euthalia javana är en fjärilsart som beskrevs av Hans Fruhstorfer 1898. Euthalia javana ingår i släktet Euthalia och familjen praktfjärilar. Inga underarter finns listade i Catalogue of Life.